# (32381) Bellomo
2000 QP185 (asteroide 32381) é um asteroide da cintura principal. Possui uma excentricidade de 0.03480970 e uma inclinação de 7.37216º.
Este asteroide foi descoberto no dia 26 de agosto de 2000 por LINEAR em Socorro.